# Alchemilla haumannii
Alchemilla haumannii es una especie de planta del género Alchemilla, perteneciente a la familia Rosaceae.

## Taxonomía
Alchemilla haumannii fue descrita por Rothm. en 1936.

## Distribución
Se encuentra en el territorio de Etiopia.